# 幅
幅（はば）とは、和服に用いる布地の横の長さを図る数量表現。そこから転じ、1幅分の布そのものやその個数を数える単位としても用いられることがある。1幅は鯨尺1尺（一般的に使われる曲尺の1.25尺・メートル法では37.8cm）に相当する。
ただし、本来は呉服尺（明治時代初期に廃止されて鯨尺に統合）1尺を1幅として数えられ続けられていたものであり、100年以上経過した現代社会においても上記原則通りに行われるケースはまれであり、呉服屋をはじめとする一般的な利用者は小幅あるいは並幅と呼ばれている呉服尺1尺に相当する鯨尺9寸5分（約35.9cm）幅のものを1幅の布として用いている。
この他にも、中幅と呼ばれる鯨尺1尺2寸（約45.4cm）ほどの物や小幅2倍分に相当する大幅あるいは二幅（ふたの）と呼ばれている鯨尺1尺9寸（約72.0cm）の物がある。
さらに洋服の布地においても和服に倣って、シングル幅（約91cmあるいは約71cm、ヤール幅とも）やその2倍にあたるダブル幅（約142cmあるいは約137cm、こちらを「大幅」と呼ぶ場合もある）と呼ばれる物がある。